# Dichotomius nemoricola
Dichotomius nemoricola là một loài bọ cánh cứng trong họ Bọ hung (Scarabaeidae).